# Vilartatín
Vilartatín é uma aldeia que pertence à paróquia d'A Ribeira, no concelho de Cervantes, comarca dos Ancares, província de Lugo na Galiza. 
Actualmente vivem lá doze pessoas (dados do IGE de 2006), mas no censo de 1910 chegou até os 82 habitantes e 14 casas, que viviam do gado e da agricultura em antigas construções de origem pré-romana chamadas palhoças, que hoje não existem mais. 